# Tjur
Tjur (Tetrao urogallus) er en fugl i gruppen af skovhøns. Den findes ikke i Danmark, men yngler i Skandinavien fra Skåne og nordpå – og videre mod øst gennem Finland og Rusland til området ved Lena-floden. Arten findes desuden i Skotland, Polen og Hviderusland samt i distinkte bestande i visse bjergegne af Mellem- og Sydeuropa.

## Kendetegn
Tjuren kan forveksles med sin mindre slægtning, urfuglen, men er en del større – hannen op til 100 cm og 6 kg og hunnen op til 60 cm og 2,5 kg. I flugt virker urfuglen mindre langhalset og storhovedet end tjuren. Urhønen har kortere hale end tjurhønen, og urhanen kan skelnes fra tjurhanen ved at den har kileformet hale.
Udover størrelsen bemærkes forskellen på hannerne mest ved spillet i yngletiden. Tjuren har flere forskellige nuancer i fjerdragten, og den sorte farve er mere mat. Når halen er slået ud er viften hos tjuren noget større, mens ynglekaldet er mindre markant både i form og styrke – det kan næppe høres længere væk end få hundrede meter.

## Hjemsteder
Tjuren og urfuglen forekommer stort set i de samme geografiske områder, men foretrækker forskellige biotoper. Tjuren foretrækker den lysåbne skov, eller tættere skov hvor den holder til ved moser, lysninger og i skovbrynet. Urfuglen foretrækker åbne områder, f.eks. heder og moseflader. Tjurens foretrukne skovtype er nåleskov med moser, især ældre fyrreskove. I visse områder forekommer den dog i bjergskove af løvtræer i Sydeuropa.

## Tjur i Danmark
Man ved fra knoglefund, at Tjuren ynglede i Danmark i tiden omkring yngre stenalder. Måske har den også ynglet tættere på vor tid. Den eneste mulige spontane forekomst i historisk tid af tjur er fra Rold Skov i 1874. Dette fund var længe anerkendt som det eneste sikre fund af tjur i Danmark, men bliver dog nu regnet for udokumenteret. Der har været mange udsætningsforsøg mellem 1891 og 1964, men fuglene fik ingen steder fodfæste. Mest succes fandtes på Bornholm, i Midtjylland samt ved Tisvilde i Nordsjælland. hvor der gennem flere år blev iagttaget ynglende fugle.

## Krydsning med urfugl
Krydsning af tjurhøne og urhane forekommer af og til i naturen. Resultatet er et sterilt afkom som kaldes rakkelhane/rakkelhøne. Krydsning mellem tjurhane og urhøne er ikke set.
- Tetrao urogallus
- Tetrao urogallus